# I. Charles de Bourbon roueni érsek
Charles de Bourbon (Ferté-sous-Jouare, 1523. szeptember 22. – Fontenay-le-Comte, 1590. május 4.) roueni érsek, Nevers, Saintes, Carcassonne és Beauvais püspöke, bíboros volt. A francia vallásháborúk során a Szent Liga X. Károly néven ellenkirállyá kiáltotta ki unokaöccse, a III. Henrik által kijelölt protestáns Navarrai Henrikkel szemben.

## Egyházi pályafutása
Károly, Vendôme hercege és Françoise d’Alençon fia, Antoine de Bourbon navarrai társkirály és Louis de Condé fivére származásának köszönhetően szép egyházi karriert futott be.
Tizenhat évesen, 1540. július 5-én lett Nevers püspöke, majd Saintes-é ezzel párhuzamosan, 1544. január 23-án. Huszonnégy évesen, 1548. január 9-én nevezte ki III. Pál Vendôme bíborosává. Nevers-ről 1546. január 23-án, Saintes-ről 1550. március 19-én mondott le. Miután részt vett az 1549–50-es konklávén, 1550. március 9-én Carcassonne adminisztrátor-püspöke lett, október 3-án pedig Rouen érseke. Ez utóbbi címét haláláig megtartotta. Mindemellett húsznál is több apátság felett rendelkezett, minek következtében Európa egyik leggazdagabb egyházi vezetőjévé vált. Felügyelete alá tartozott többek között a roueni Szent Ouen monostor, a corbie-i apátság (1557), a párizsi Saint-Germain-des-Prés (1562) és a Jumièges-i apátság (1574).
1551-ben II. Henrik Párizs és Île-de-France katonai kormányzójává (lieutenant-général) nevezte ki. 1553. december 15-én lemondott carcassonne-i püspökségéről. Mindkét 1555-ös konklávén részt vett. 1560-ban jelen volt az orléans-i, 1561-ben pedig a roueni rendi gyűlésen, illetve részt vett az ugyanebben az évben rendezett a poissyi megbeszélésen, ahol a katolikusok és hugenották vallási vezetői vitáztak egymással különösebb eredmény nélkül.

## Ellenkirályság fogságban
A francia vallásháborúknak sokáig nem volt tevékeny résztvevője. 1565-ben elkísérte Bayonne-ba az országában békítő célzattal körútra vitt IX. Károlyt, ugyanebben az évben a pápa avignoni legátusa lett. (Ez utóbbi város zsinatán is részt vett 1569-ben.) 1565. október 4-én ismét Carcassonne püspöke lett, mely címet ezúttal 1567-ig viselt. 1569. augusztus 26-án Beauvais püspöke, ezáltal pair lett, de 1575. augusztus 24-én lemondott rangjáról. 1580-ban elnökölt az egyházi rend gyűlésén Melun városában.
A szélsőséges katolikusokat tömörítő Szent Liga szemében mindössze annyi érdemmel rendelkezett, hogy a Bourbon-házhoz tartozott, és megmaradt katolikus hitén. 1589. augusztus 2-án ugyanis III. Henrik, a Valois-ház utolsó uralkodója gyermektelenül hunyt el, és a trónt a bíboros unokaöccsére, Antoine de Bourbon fiára, a hugenotta Navarrai Henrikre akarta hagyni. A fanatizált párizsi nép és a Liga nem tűrt el protestánst a trónon, ezért Henrik halálhírére a Ligát vezető Charles, Mayenne hercege augusztus 5-én bejelentette a Bourbonok idősebbik ágához tartozó bíboros királlyá tételét X. Károly néven. A párizsi parlament november 21-én elismerte királynak in absentia, 1590. március 5-én pedig egy másik rendelkezésével Károly elismerésére szólított fel minden alattvalót. A Liga még pénzt is veretett „királya” nevében, amivel csak jóval annak halála után hagyott fel.
A bíborosnak ezekhez az eseményekhez azonban nem sok személyes köze volt. Amikor a blois-i rendi gyűlés során 1588. december 23-án III.Henrik meggyilkoltatta I. Henri de Guise-t, a Liga akkori vezetőjét, az öröklési terveire potenciális veszélyt jelentő Bourbon bíborost is lefogatta. Az érsek hátralevő rövid idejét Tours-ban, majd Fontenay-le-Comte kastélyában töltötte fogolyként, és megválasztása hírére lemondott Navarrai Henrik javára. Gaillon általa alapított apátságában helyezték örök nyugalomra, ahol annak 1764-es leégése után ismét eltemették hamvait. A nagy francia forradalom során az apátságot lerombolták, márvány sírköve jelenleg a szomszédos Aubevoye Szent Györgyről elnevezett templomában láthatóak.

## Hagyatéka
Az érsekségben unokaöccse, Charles de Bourbon, a hugenotta tábort vezető Condé hercegének fia követte.
A legitim, szintén Bourbon-házi X. Károly, a végül IV. Henrik néven trónra jutó navarrai király leszármazottja 1824–1830 között uralkodott. Ő volt a legutolsó egyenes ági Bourbon Franciaország trónján.

## További információ
- Archontology.org
- Az 1548-ban kinevezett bíboros életútja